# Pristina sima
Pristina sima är en ringmaskart som först beskrevs av Ernst Marcus 1944.  Pristina sima ingår i släktet Pristina och familjen glattmaskar. Inga underarter finns listade i Catalogue of Life.